# Pelusios
Pelusios – rodzaj żółwi z rodziny pelomeduzowatych (Pelomedusidae).

## Zasięg występowania
Rodzaj obejmuje gatunki występujące w Afryce (Senegal, Gambia, Gwinea Bissau, Gwinea, Sierra Leone, Liberia, Wybrzeże Kości Słoniowej, Mali, Burkina Faso, Ghana, Togo, Benin, Niger, Nigeria, Kamerun, Czad, Sudan, Somalia, Etiopia, Sudan Południowy, Republika Środkowoafrykańska, Gwinea Równikowa, Wyspy Świętego Tomasza i Książęca Gabon, Kongo, Demokratyczna Republika Konga, Rwanda, Burundi, Uganda, Kenia, Tanzania, Malawi, Zambia, Angola, Namibia, Botswana, Zimbabwe, Mozambik, Madagaskar, Seszele, Eswatini i Południowa Afryka).

## Systematyka

### Etymologia
- Pelusios: gr. Πηλουσιος Pēlousios „nazwa żaby”, od πηλος pēlos „błoto, glina”[2].
- Tanoa: etymologia niejasna, Gray nie wyjaśnił znaczenia nazwy rodzajowej[5]. Gatunek typowy: Sternotherus sinuatus Smith, 1838.
- Anota: etymologia niejasna, Gray nie wyjaśnił znaczenia nazwy rodzajowej[3], najwyraźniej anagram Tanoa J.E. Gray, 1863. Gatunek typowy: Sternotherus niger A.M.C. Duméril & Bibron, 1835; młodszy homonim Anota Hallowell, 1852 (Sauria).
- Notoa: etymologia niejasna, Gray nie wyjaśnił znaczenia nazwy rodzajowej[4], najwyraźniej anagram Tanoa J.E. Gray, 1863. Gatunek typowy: Testudo subnigra Bonnaterre, 1789.

### Podział systematyczny
Do rodzaju należą następujące gatunki: 
- Pelusios adansonii (Schweigger, 1812)
- Pelusios bechuanicus Fitzsimons, 1932
- Pelusios broadleyi Bour, 1986
- Pelusios carinatus Laurent, 1956
- Pelusios castaneus (Schweigger, 1812) – pelomeduza kasztanowata
- Pelusios castanoides Hewitt, 1931
- Pelusios chapini Laurent, 1965
- Pelusios cupulatta Bour & Maran, 2003
- Pelusios gabonensis (A.M.C. Duméril, 1856)
- Pelusios marani Bour, 2000
- Pelusios nanus Laurent, 1956
- Pelusios niger (A.M.C. Duméril & Bibron, 1835)
- Pelusios rhodesianus Hewitt, 1927
- Pelusios sinuatus (Smith, 1838) – zawiaśnica karbobrzega[8]
- Pelusios subniger (Bonnaterre, 1789)
- Pelusios upembae Broadley, 1981
- Pelusios williamsi Laurent, 1965